# Västmanlands runinskrifter 5
Vs 5 är en vikingatida runsten av granit i Vändle, Sörgården (Gästgivargården), Dingtuna socken och Västerås kommun i Västmanland. 
Runstenen är 145 cm hög, 65 cm bred och 50 cm tjock. Mot väster är en runslinga, 9-11 cm bred. På 1600-talet låg stenen vid gästgivaregården, och formades sedan för att användas som sittsten, varvid toppen förlorades. På 1800-talet användes den först i en trappa till en byggnad, och text på en sida förstördes och årtalet 1816 inhöggs mitt på stenen. Därefter användes den som trappsten i en statarlänga där Erik Brate återfann den 1898. 1947 låg den på gårdsplanen till Vändle, Sörgården, 20 meter sydsydost om mangårdsbyggnaden, och på denna plats restes stenen 1959 genom Riksantikvarieämbetets försorg.

## Inskriften
Translitterering av runraden:
[kra-hni- × lit × resa × s... ...] + uas × farin + til + ekla-s [× (t)u i × sbelbuþa × --s(a)þu × helb]i × kuþ [× se... ... ... sigi · iuk × -u...]
Normalisering till runsvenska:
<kra-hni->  let ræisa s[tæin] ... vas farinn til Ængla[nd]s. Do i Spiallbuða ... Hialpi Guð se[lu hans] ... Siggi hiogg [r]u[naR].
Översättning till nusvenska:
...lät resa stenen...(Han) var faren till England. Dog i Spjallbodes ... Hjälpe Gud hans själ ... Siggi högg runorna.
Stenen är en av Englandsstenarna. Spiallbuða är en form av ett mansnamn Spiallbudi, som också finns på minst åtta andra svenska vikingatida runstenar i Närke (Nä 13), Uppland (U 88, U 363, U 501, U 687, U 727, U 865) och Östergötland (Ög 66).